# Kolkhozni
Kolkhozni - Колхозный (rus) - és un khútor del raion de Guiaguínskaia, a la República d'Adiguèsia, a Rússia. És a 22 km al sud-est de Guiaguínskaia i a 22 km a l'est de Maikop, la capital de la república. Pertany al municipi de Serguíevskoie.